# 鄭柳
鄭柳（越南语：／；？—？），越南黎中興朝第一代郑主鄭檢的曾祖父。去世時間不詳，忌日為農曆正月十五日，安葬於清華處紹天府永福縣槊山鄉（今屬清化省永祿縣永雄社槊山村）。
鄭主初追封鄭柳為上宰相福國公，後加封為福蔭公，諡圓崇。景興四十三年（1782年），聖祖盛王鄭森追尊鄭柳廟號穆祖，封號福蔭王。

## 家庭
- 夫人黃氏，追封貴妃，諡福勝
  - 子肇祖演慶王鄭欄